# Battaglia di Yu Oc
La battaglia di Yu Oc (19 novembre 1884) fu una vittoria francese durante la guerra franco-cinese. La battaglia fu combattuta per alleggerire la guarnigione francese di Tuyên Quang, assediata dall'Esercito dello Yunnan di Tang Jingsong e dall'Esercito della bandiera nera di Liu Yongfu. Il comandante francese a Yu Oc, il colonnello Jacques Duchesne, si sarebbe poi distinto come conquistatore del Madagascar nel 1895.

## Contesto
I francesi stabilirono una loro postazione a Tuyên Quang nel giugno 1884, dopo la conquista di Hưng Hóa e di Thái Nguyên. Tuyên Quang, un insediamento isolato sul Fiume Chiaro, era l'avamposto francese più occidentale del Tonchino e distava più di 100 km dalle guarnigioni francesi di Hưng Hóa e di Thái Nguyên. Durante l'estate e l'autunno del 1884 la postazione fu presidiata da due compagnie del 1º battaglione del 1º reggimento della Legione Straniera (capitani Chmitelin e Broussier), sotto il comando dello chef de bataillon Frauger..
Lo scoppio della guerra franco-cinese, il 23 agosto 1884, espose la postazione all'attacco dell'esercito dello Yunnan di Tang Jingsong e dell'Esercito della bandiera nera di Liu Yongfu. Le difficoltà di rifornimento ritardarono la concentrazione delle truppe cinesi intorno a Tuyên Quang, ma l'avanguardia dell'Esercito dello Yunnan iniziarono a compiere azioni contro la postazione già il 12 ottobre 1884. La guarnigione di Frauger dovette respingere una serie di attacchi da parte dei cinesi tra il 13 e il 19 novembre 1884. La malaria aveva inoltre pesantemente colpito gli uomini di Frauger e alla fine di ottobre ben 170 uomini della guarnigione, su un totale di 550, erano inabili al servizio.

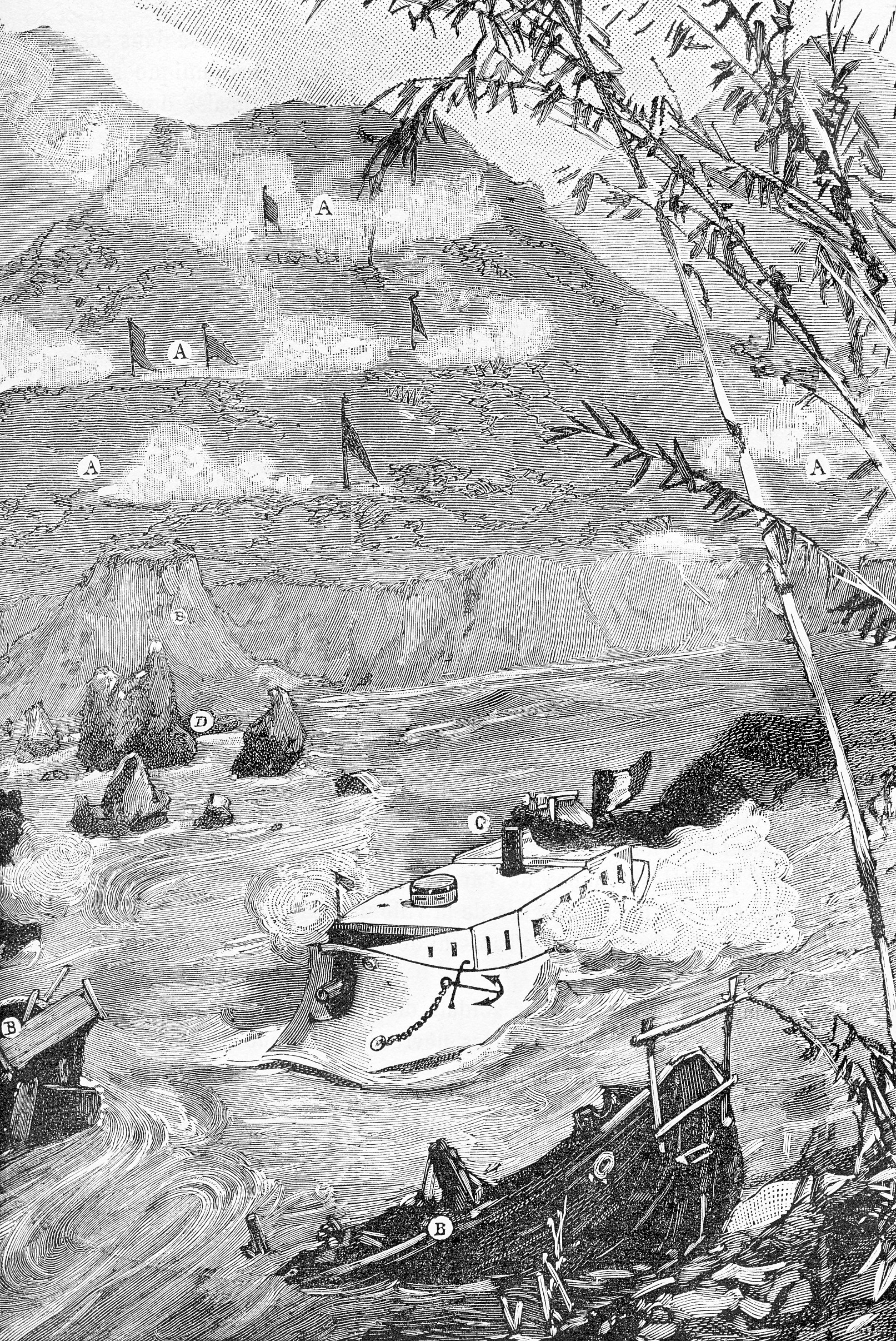
Il Revolver supera le difese cinesi a Yu Oc, ottobre 1884

Durante i mesi di ottobre e novembre 1884, le cannoniere modello Farcy Revolver e Mitrailleuse, basate a Tuyên Quang, e le cannoniere Bourrasque, Éclair, Mutine e Trombe, operanti da Hưng Hóa, effettuarono una serie di pericolose corse di rifornimento lungo il Fiume Chiaro, tra Hưng Hóa e Tuyên Quang, a sostegno della piccola guarnigione francese di Tuyên Quang. Il primo rifornimento, effettuato dal Revolver e dal Mitrailleuse il 15 ottobre 1884, ebbe successo, ma alla fine di ottobre le Bandiere nere occuparono Yu Oc, impedendo il collegamente sia via terra sia via fiume tra Tuyên Quang e Hưng Hóa. Pochi giorni prima, la cannoniera Mutine, che aveva ricevuto l'ordine di dare rinforzo al Revolver e al Mitrailleuse a Tuyên Quang, si arenò durante la risalita del Fiume Chiaro e fu necessario inviare l'Éclair per liberarlo e rimorchiarlo fino a Hưng Hóa.
Durante la prima metà di novembre, le cannoniere francesi che risalivano e scendevano il Fiume Chiaro furono sottoposte a numerosi attacchi ad opera delle Bandiere nere stanziate a Yu Oc. In uno scontro del 12 novembre 1884 il Trombe subì la perdita di 1 morto e 7 feriti. In un'altra occasione, il Revolver dovette sfrecciare a tutta velocità per rompere uno sbarramento posto sul fiume, e il 16 novembre 1884 il suo equipaggio subì la perdita di 2 morti e 3 feriti (incluso il comandante, l'enseigne de vaisseau de Balincourt) a causa del fuoco nemico proveniente da Yu Oc.
Il comandante del Corpo di spedizione del Tonchino, generale Louis Brière de l'Isle, reagì prontamente all'attacco al Revolver del 16 novembre 1884. Prevedendo altri attacchi del genere, decise di inviare immediatamente una spedizione per allontanare le Bandiere nere da Yu Oc. Allo stesso tempo, un convoglio di viveri sarebbe partito via acqua per rifornire la guarnigione di Tuyên Quang. Una colonna di cinque compagnie di fanteria con artiglieria di supporto fu formata a Hưng Hóa sotto il comando del tenente colonnello Jacques Duchesne. La colonna di Duchesne era composta dalla 3ª e 4ª compagnia del 1º battaglione della Legione straniera (capitani de Borelli e Moulinay), dalla 25ª e 28ª compagnia del 1º reggimento di fanteria di marina (capitani Chanu e Herbin), dall'8ª compagnia del 1º reggimento di fucilieri tonchinesi (capitano Dia) e dalla sezione del tenente Derappe della batteria di Vintemberger. Lo chef de bataillon Bouguié e il capitano Cattelin avevano il comando generale rispettivamente delle due compagnie di fanteria di marina e delle due compagnie della Legione.
La colonna di Duchesne partì per Tuyên Quang la mattina del 18 novembre 1884. Le truppe francesi furono traghettate per mezzo di una flottiglia di giunche, scortate dalle quattro cannoniere di base a Hưng Hóa, fino a un punto 7 km sopra Yu Oc. Le truppe sbarcarono nel pomeriggio del 18 novembre 1884 sulla riva destra del Fiume Chiaro e iniziarono a marciare lentamente, in fila indiana, verso Yu Oc e Tuyên Quang. La sera del 18 novembre 1884 la colonna era a poche ore di marcia da Yu Oc e non era ancora stato osservato alcun segno del nemico.

## La battaglia di Yu Oc,19novembre1884
All'alba del 19 novembre 1884 la colonna partì per Yu Oc. Le compagnie di fanteria di marina di Herbin e Chanu erano in testa. L'artiglieria seguiva e le due compagnie della Legione erano in retroguardia. I marsouins avanzarono in silenzio, ma sapevano che i cinesi erano al corrente della loro marcia. Verso le 7:00 del mattino furono sparati tre colpi sugli uomini in testa alla colonna. Gli esploratori cinesi stavano avvertendo i loro compagni dell'arrivo dei francesi. La fanteria di marina continuò ad avanzare, aspettando che i cinesi si facessero vedere. Pochi minuti dopo l'avanguardia si trovò sotto il fuoco, proveniente da tre lati, delle truppe leggere cinesi. I cinesi erano schierati dall'altra parte del sentiero, nei boschi a ovest e sull'altra sponda del Fiume Chiaro.

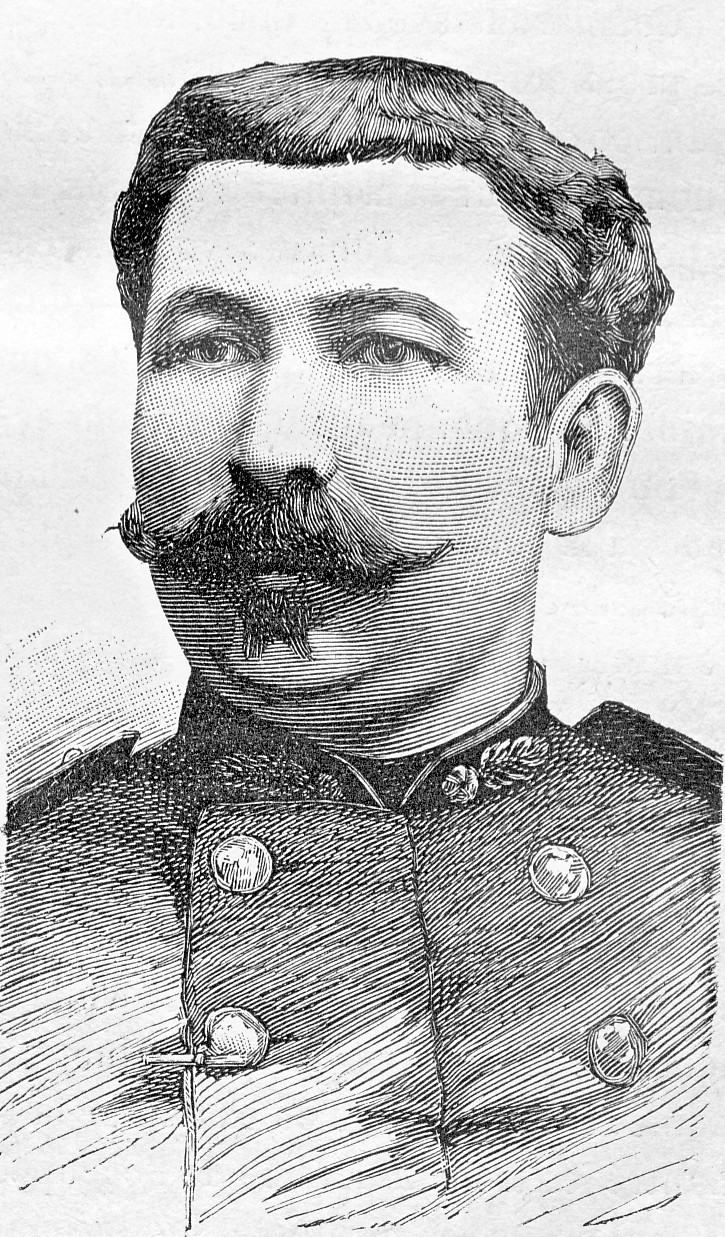
Il tenente Goeury della Legione straniera, ferito a Yu Oc il

Duchesne ordinò alle due compagnie di fanteria di marina di attaccare frontalmente la posizione cinese, mentre la compagnia di legionari di de Borelli attaccava il fianco destro del nemico. Le tre compagnie si schierarono e, dopo aver conquistato la posizione cinese sotto il fuoco incrociato, i legionari di de Borelli caricarono e sbaragliarono la prima linea cinese. Il tenente Goeury e due uomini del suo plotone furono feriti in questo assalto. I cinesi fuggirono, lasciando vedere che alle loro spalle si trovava una posizione fortificata al centro della quale vi era un grande albero.
La fanteria di marina cercò di spingersi verso la postazione principale cinese, ma tutti i suoi sforzi per avanzare furono bloccati dal pesante fuoco nemico. I francesi rimasero bloccati per più di due ore di fronte alle linee delle Bandiere nere, sotto il fuoco sia del loro fronte sia delle truppe leggere sulla riva orientale del fiume. Mentre i marsouins scambiavano colpi con i loro avversari, le perdite nelle loro file cominciarono ad aumentare. Un ufficiale, il tenente Schuster, fu ucciso. I cannoni di Derappe fecero del loro meglio per sostenerli, dividendo il fuoco tra il forte cinese e le truppe leggere nemiche dall'altra parte del fiume. Alla fine sia la fanteria che i cannonieri cominciarono a scarseggiare in munizioni e delle cannoniere della flotta non v'era più traccia.
I soccorsi stavan comunqueo arrivando. Mentre le compagnie di Chanu e Herbin impegnavano il nemico frontalmente, la compagnia della Legione di de Borelli aveva nuovamente aggirato il fianco cinese. Alle 10:00, proprio mentre i marsouins stavano terminando i loro ultimi colpi, i legionari emersero dalla foresta a ovest della posizione cinese, minacciandone la linea di ritirata. I cinesi abbandonarono immediatamente le posizioni e ripiegarono verso Yu Oc, lasciando dietro di sé diverse bandiere e casse di munizioni.
Duchesne proseguì, con i legionari di de Borelli in testa. Dieci minuti dopo la colonna raggiunse una profonda gola quasi verticale, con un forte cinese posizionato sul lato opposto. I cinesi che si trovavano nel forte aprirono il fuoco contro l'avanguardia francese e de Borelli ordinò ai suoi uomini di inastare le baionette e caricare. I legionari scesero nel burrone e risalirono dall'altra parte, senza rispondere al fuoco. I cinesi abbandonarono le loro difese prima che i francesi potessero raggiungerli e scomparvero nelle foreste di Yu Oc. De Borelli e Chanu si spinsero fino alla pagoda di Yu Oc e si schierarono le loro compagnie per formare una linea difensiva, mentre gli uomini di Herbin e Moulinay incendiavano le caserme cinesi e distruggevano parte delle loro opere.
Alle 10:30 la colonna era già entrata in azione due volte. Duchesne fermò i suoi uomini per permettere loro di riorganizzarsi, di pranzare velocemente e di rifornirsi di munizioni. I francesi seppellirono i loro morti e la cannoniera Éclair, che si era finalmente unita alla colonna, prese a bordo i feriti e li traghettò fino a Tuyên Quang. Un'ora dopo la marcia riprese. Alle 15:30 la colonna entrò nella gola di Yu Oc, il cui sbocco verso Tuyên Quang era bloccato da due fortini e da una serie di trincee. Delle abbattute coprivano il sentiero per una profondità di quasi 300: una forza proveniente da Tuyên Quang non avrebbe potuto attraversare questo passo. Verso le 19:00 l'avanguardia si avvicinò alla cittadella. Immaginando che le sentinelle della fortezza assediata fossero all'erta, i trombettieri suonarono le prime battute di Le Boudin, il famoso inno della Legione straniera, al quale risposero le truppe di Tuyên Quang. Un gruppo di esploratori provenienti dalla fortezza portava delle lanterne, per facilitare l'attraversamento dell'ultimo corso d'acqua.
Le perdite francesi nello scontro di Yu Oc furono di 10 morti e 37 feriti. Le perdite furono subite soprattutto dalla fanteria di marina, che ebbe 9 morti (compreso un ufficiale, il sottotenente Schuster) e 30 feriti. Le perdite nelle due compagnie della Legione furono di 1 uomo ucciso e 7 feriti (inclusi due ufficiali, i tenenti Goeury e Vincent). Le perdite dei cinesi e delle Bandiere nere non sono note, ma furono sicuramente superiori a quelle francesi.

## Conseguenze
Il 20 novembre 1884, sotto la protezione dell'Éclair, il convoglio raggiunse Tuyên Quang, mentre le altre cannoniere rimasero a Yu Oc. Lo stesso giorno Duchesne, che per il momento aveva un intero battaglione della Legione sotto il suo comando, inviò ricognizioni per scacciare le Bandiere nere dagli immediati dintorni di Tuyên Quang. Egli stesso avanzò su Truong Mu e respinse le Bandiere nere verso Phu An Binh, mentre il capitano Chmitelin, sotto la protezione dei cannoni dell'Éclair, andò a distruggere le posizioni cinesi vicino a Tuyên Quang sulla riva sinistra del Fiume Chiaro. Il 21 e il 22 novembre 1884 Duchesne avanzò verso nord-ovest e bruciò il villaggio di Dong Dien, che era stato usato come accampamento dalle Bandiere nere. Le Bandiere Nere evacuarono il villaggio al suo arrivo e non fecero alcun tentativo di contrastare l'avanzata francese. La sera del 22 novembre 1884 Duchesne fece ritorno a Tuyên Quang.
La colonna di Duchesne lasciò Tuyên Quang il 23 novembre 1884 per tornare a Sơn Tây. Durante la marcia di ritorno Duchesne stabilì una postazione francese a Phu Doan sul Fiume Chiaro, a 80 km a sud di Tuyên Quang, lasciandovi una compagnia di fanteria di marina come guarnigione.
Duchesne portò con sé le due compagnie della Legione della guarnigione originaria di Tuyên Quang, lasciando allo chef de bataillon Marc-Edmond Dominé, nuovo comandante della postazione, le compagnie della Legione di de Borelli e Moulinay, il reggimento di fucilieri tonchinesi di Dia, la sezione di artiglieria di Derappe, gli ingegneri di Bobillot e un piccolo staff medico e amministrativo. La guarnigione di Tuyên Quang era ora composta da poco più di 630 uomini, con cibo e provviste per 120 giorni, ma disponeva di sole 200 granate. La cannoniera modello Farcy Revolver fu ritirata da Tuyên Quang, mentre la Mitrailleuse rimase a disposizione della cittadella e si distinse in seguito nell'assedio di Tuyên Quang.
Il 24 novembre 1884, il giorno dopo la partenza di Duchesne, Dominé dichiarò che Tuyên Quang era già in stato d'assedio. Alla battaglia di Yu Oc fecero subito seguito i quattro mesi di assedio di Tuyên Quang (24 novembre 1884-3 marzo 1885).

## Ordine del giorno
Il 24 novembre 1884 il generale Brière de l'Isle emanò il seguente ordine del giorno per commemorare la vittoria di Yu Oc:
La maggior parte degli ordini del giorno durante la guerra franco-cinese registrava le perdite francesi con scrupolosa precisione, ma questo ordine del giorno sottostimava leggermente le perdite francesi a Yu Oc.

### Ulteriori letture
- (FR) Ernest Philibert Marie Picard Destelan, Annam et Tonkin: Notes de voyage d'un marin, Parigi, 1892.
- (FR) Émile Duboc, Trente cinq mois de campagne en Chine, au Tonkin, Parigi, 1899.
- (FR) Stéphane Ferrero, Formose, vue par un marin français du XIXe siècle, Parigi, 2005.
- (FR) Charles-Lucien Huard, La guerre du Tonkin, Parigi, 1887.
- (FR) Maurice Loir, L'escadre de l'amiral Courbet, Parigi, 1886.
- (EN) John L. Rawlinson, China's Struggle for Naval Development, 1839–1895, Harvard, 1967.
- (EN) James F. Roche e L. L. Cowen, The French at Foochow, Shanghai, Celestial Empire Office, 1884.
- (FR) Charles-Dominique-Maurice Rollet de l'Isle, Au Tonkin et dans les mers de Chine, Parigi, 1886.
- (EN) Richard N.J. Wright, The Chinese Steam Navy, 1862–1945, Londra, 2001.